# Grzech Madelon Claudet
Grzech Madelon Claudet (ang. The Sin of Madelon Claudet, 1931) – amerykański dramat filmowy w reżyserii Edgara Selwyna, z główną rolą Helen Hayes. Scenariusz autorstwa Charlesa MacArthura i Bena Hechta jest adaptacją sztuki The Lullaby Edwarda Knoblocka. Film ukazuje historię kobiety, która niesłusznie skazana na dziesięć lat więzienia, skłania się do kradzieży i prostytucji, w celu wsparcia swojego syna.
Helen Hayes za rolę w tym filmie otrzymała Oscara dla najlepszej aktorki pierwszoplanowej.

## Obsada
- Helen Hayes jako Madelon Claudet
- Lewis Stone jako Carlo Boretti
- Neil Hamilton jako Larry Maynard
- Cliff Edwards jako Victor Lebeau
- Jean Hersholt jako Dr Dulac
- Marie Prevost jako Rosalie Lebeau
- Robert Young jako Dr Lawrence Claudet
- Karen Morley jako Alice Claudet
- Charles Winninger jako M. Novella, fotograf
- Alan Hale jako Hubert

i inni

## Nagrody i nominacje
5. ceremonia wręczenia Oscarów
- najlepsza aktorka pierwszoplanowa − Helen Hayes

1. MFF w Wenecji
- Głosowanie publiczności: najbardziej ulubiona aktorka − Helen Hayes
- Głosowanie publiczności: najbardziej przejmujący film − Edgar Selwyn